# KorriGo
Pour les articles homonymes, voir Korrigan (homonymie).

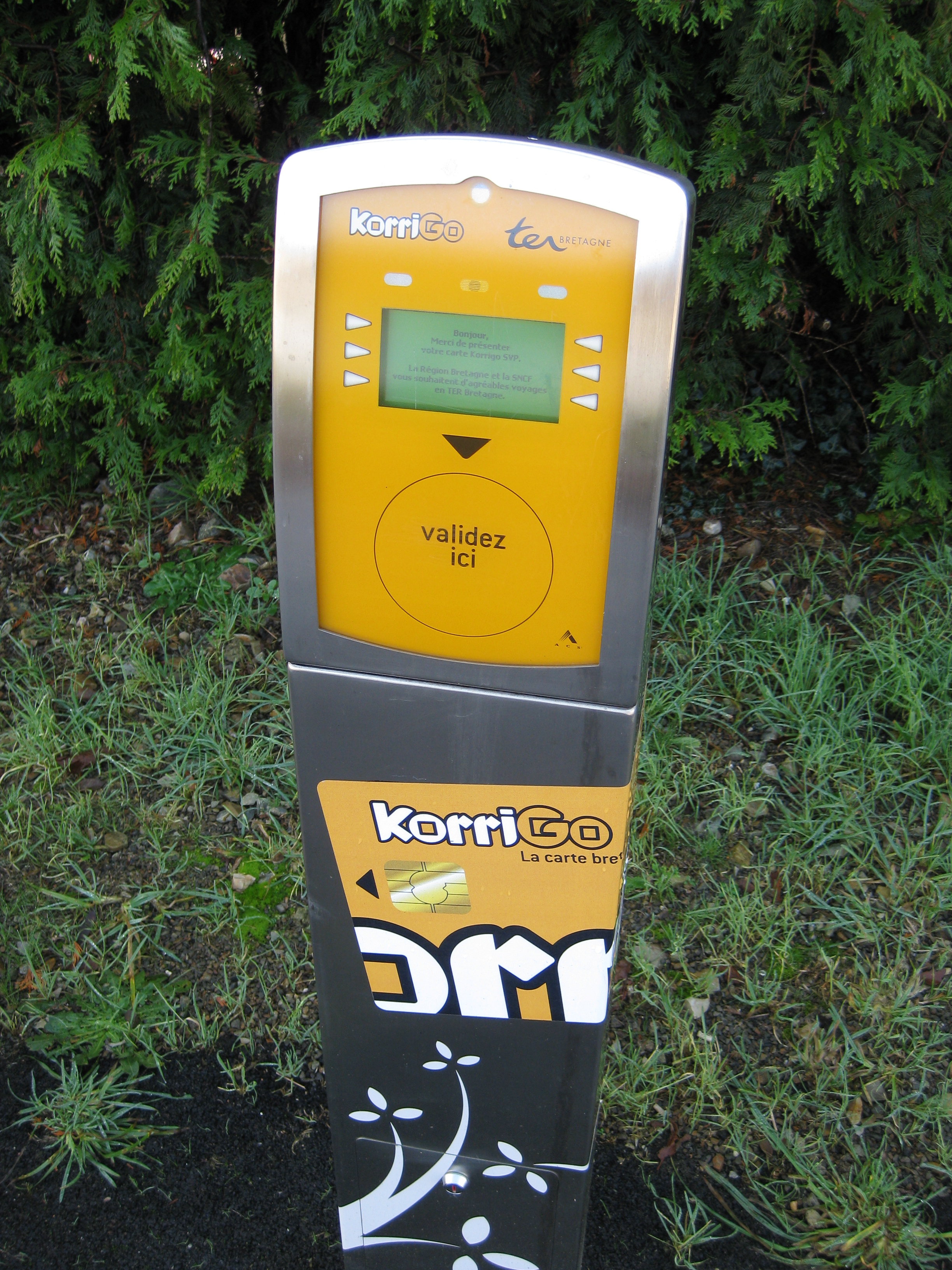
Un valideur KorriGo à la halte de Pontchaillou.

KorriGo est une carte de billettique multimodale utilisée en région Bretagne et un site internet dédié. Cette carte jaune est, pour l'usager, un titre de transport unique et rechargeable, pour tous ses déplacements en transports en commun en Bretagne. La carte a peu à peu été étendue à toutes les agglomérations Bretagne et à l’ensemble du réseau BreizhGo de la région Bretagne pour devenir la « carte bretonne des déplacements », puis la « carte bretonne des déplacements et des services » lors de l’extension de son périmètre à de nouveaux services (piscines, bibliothèques, services universitaires…).
Le nom « KorriGo » est inspiré par les lutins bretons appelés Korrigans et le verbe « aller » en anglais (« to go »).

## Historique

### Genèse
Au début des années 2000, Rennes, le département d’Ille-et-Vilaine et la Région Bretagne se sont associés pour mettre en place de la billettique sur leurs réseaux respectifs, STAR, Illenoo (aujourd’hui BreizhGo 35) et TER Bretagne. Leurs motivations étaient triples : connaître plus finement les usages grâce aux statistiques fournies par la billettique afin de contrôler et d’améliorer les services proposés, développer un projet collaboratif, et faire preuve de modernité. Les fondements posés, l’utilisation d’un support unique a été choisie : c’est la naissance de la carte KorriGo.

### Chronologie et moments clés
Le projet de service aux usagers débute en 2003 avec la signature d’une charte d'interopérabilité entre Rennes Métropole, le Conseil général d'Ille-et-Vilaine et le Conseil régional de Bretagne. Cette charte a notamment pour finalité de garantir la compatibilité entre les futurs systèmes billettiques qui seront développés sur le territoire breton et les systèmes billettiques déjà déployés.
Il s'ensuit deux années de préparation, en 2004 et 2005 : rédaction du référentiel fonctionnel commun (REFOCO), des documents de spécifications divers (déclinaisons techniques du REFOCO, InterBOB…) et mise en place d’une plateforme technique de tests du système interopérable.
Le 1er mars 2006, la carte KorriGo est mise en place pour la première fois pour utiliser le métro ou les bus rennais si on est abonné (hebdo, mensuel ou annuel), les autres possibilités sont l'achat de ticket « à l'unité » ou par carnet de dix ainsi que le ticket journée.
En octobre 2006, cinq lignes de Train Express Régional partant de Rennes sont accessibles avec KorriGo (Unipass également disponibles en tickets unités et journée sous forme papier) , à destination de La Brohinière, Messac, Montreuil-sur-Ille, Retiers, Vitré. Cependant, en dehors de la liaison vers Montreuil-sur-Ille, le périmètre Unipass se limite aux frontières de Rennes Métropole, le système ne trouvant pourtant son intérêt que principalement sur les communes n'étant pas desservies par le réseau de bus.
Depuis le 20 novembre 2006, le carnet 10 voyages du réseau STAR, tout en continuant à exister sous sa forme papier, devient quand on le télécharge sur la carte KorriGo un titre « Ganéo », d'une valeur de 10,50 € (plus économique que la formule papier) qui permet de bénéficier de tarifs réduits à certaines heures. Cette formule n'est plus en vente depuis septembre 2013.
À partir de septembre 2007, la carte permet de voyager dans les cars du réseau Illenoo.
Le 20 janvier 2009, la carte KorriGo est acceptée dans les TER Bretagne jusqu'à Saint-Brieuc, Vannes, Châteaubriant, Saint-Malo et sur la ligne Dol-Dinan-Lamballe.
Le 20 décembre 2011, une nouvelle convention est signée, amenant à l'adoption de la carte KorriGo par Brest Métropole, Quimper Communauté, Lorient Agglomération, le département des Côtes-d'Armor et son extension à l'ensemble du réseau TER Bretagne dès 2012 (le 1er juin 2012 pour Brest et le 3 décembre 2012 pour Lorient et Quimper).
Le 17 novembre 2014, le réseau TUB de Saint-Brieuc Armor Agglomération utilise la carte sur son réseau. Début la même année de l'expérimentation de KorriGo Services.
Depuis 2016, la carte KorriGo peut être utilisé pour aller à la piscine, via rechargement de tarifs des piscines de Rennes Métropole ; elle sert également à l'université pour les emprunts, mais uniquement à Rennes. Avec toutes ces nouvelles fonctionnalités, la carte adopte une nouvelle version avec un verso redessiné et le slogan devient « La carte bretonne des déplacements et des services ».
Depuis le 1er juin 2018, le réseau MAT de Saint-Malo Agglomération utilise la carte sur son réseau.
En 2020, la carte est déployée sur les réseaux Tro Bro Kemperle (TBK) de Quimperlé Communauté et au réseau Axéobus de Guingamp-Paimpol Agglomération,.
En 2021, la carte est déployée au réseau SURF de Fougères Agglomération et au réseau Distribus de Lamballe Terre et Mer,.
En octobre 2023, un site web et une application smartphone permettant une recherche d'itinéraire et l'achat de titres de transport.
En septembre 2024, le Réseau Kicéo de Golfe du Morbihan - Vannes Agglomération, propose aussi la carte KorriGo.
En juillet 2025, la carte est déployée sur le réseau Coralie de Concarneau Cornouaille Agglomération puis en novembre 2025, elle sera déployée aux lignes routières régulières BreizhGo du Finistère.
D'ici fin 2025, la carte sera également étendue aux lignes routières régulières BreizhGo du Morbihan et des Côtes-d'Armor et enfin en 2026 pour les lignes maritimes. Pour les lignes scolaires, le déploiement a lieu en janvier 2024.

### KorriGo, la carte bretonne des déplacements: création de la carte
La carte KorriGo, née d’une volonté de développer les transports collectifs, est le fruit d’une politique de transport résolument engagée vers un développement économique et social intégrant le respect de l’environnement. La Région Bretagne, Rennes Métropole et le Département d’Ille-et-Vilaine, partenaires historiques du projet, ont imaginé cette billettique pour développer toujours plus d’intermodalité entre les réseaux urbains, interurbains et ferroviaires. L’interopérabilité autour de la carte KorriGo, le concept d’universalité voulu par les partenaires historiques, ont permis la diffusion progressive de la carte à d’autres partenaires à l’échelle de la région.
Mis en circulation en 2006, ce support unique, personnel et gratuit, permet l’accès et promeut l’usage de nombreux modes de transport (train, métro, bus, cars, bateau, tramway, vélo libre-service et stationnement vélos).
Le système a demandé une longue mise au point, plusieurs réseaux et exploitants étant concernés. C'est avec la charte signée en 2003 entre Rennes Métropole, le Département d'Ille-et-Vilaine et la Région Bretagne que la mise en œuvre a été véritablement décidée.
La Région Bretagne, le Département d'Ille-et-Vilaine et Rennes Métropole ont participé aux investissements nécessaires, en particulier pour l'adaptation des systèmes de la SNCF.
Bien que la carte KorriGo soit une carte utilisable sur plusieurs réseaux de transport, à l'exception des titres Unipass qui permettent d'emprunter bus, métros et TER autour de Rennes, il n'existe aucune autre complémentarité : il faut toujours plusieurs titres de transports pour emprunter les différents modes.

### KorriGo, la carte bretonne des déplacements et des services: ajout des fonctionnalités dédiées aux services
La carte KorriGo, ayant déjà intégré le quotidien des Bretons, elle se positionne comme un véritable point d’entrée pour le déploiement de nouveaux services. Dans sa dimension territoriale étendue, le projet KorriGo Services permet de fédérer les initiatives bretonnes pour entrer, à terme, dans une logique de choix technologique partagé et de déploiement à l’échelle du territoire régional.
Enfin, le projet KorriGo Services est basé sur une architecture ouverte afin de permettre à chacun (usagers, collectivités territoriales ou autres fournisseurs de services) d’entrer à son rythme et lorsqu’il le souhaite.
KorriGo ne s’est pas arrêté à ses premiers balbutiements, a beaucoup évolué depuis 2003, et continue de le faire.

### Avertissement de la CNIL de janvier 2009
La Commission nationale de l'informatique et des libertés (CNIL) a délivré un avertissement à Keolis Rennes, responsable du passe KorriGO, dont une version est à données anonymisées, mais celle-ci fait l'objet de très peu d'information et est de plus payant. Selon la CNIL, « depuis 2006, 53 passes anonymes ont été vendus pour 186 650 passes nominatifs (...) la Commission relève qu’il n’existe, aujourd’hui, aucun véritable choix entre les deux titres KorriGo et qu’en l’état, la mise en œuvre quasi exclusive d’un passe nominatif constitue un manquement à l’article premier de la loi du 6 janvier 1978 et aux finalités figurant dans l’autorisation unique no 15. ». Les données de validation des passes (anonymes ou non) sont conservées à des buts statistiques; toutefois, et malgré les déclarations de Keolis, elles ne sont pas anonymisées, permettant une traçabilité des individus. Ces aspects, ainsi que les irrégularités du fichier « Gestion des fiches clients », ont été relevés par la CNIL qui a prononcé, en janvier 2009, un avertissement à son égard. En cas de réquisition judiciaire, les données de validation (trajets, numéros de carte, horaires, etc.) des dernières 24 heures sont communiquées aux forces de l'ordre. En conclusion, la CNIL considère qu'« il résulte de ce qui précède, eu égard aux manquements constatés relatifs au respect de la vie privée et à la liberté d’aller et venir, à la finalité du traitement, à la durée de conservation des données, à l’information des personnes et à la sécurité et la confidentialité des données, que la société Keolis Rennes verra prononcer à son encontre un avertissement. »

## Fonctionnement

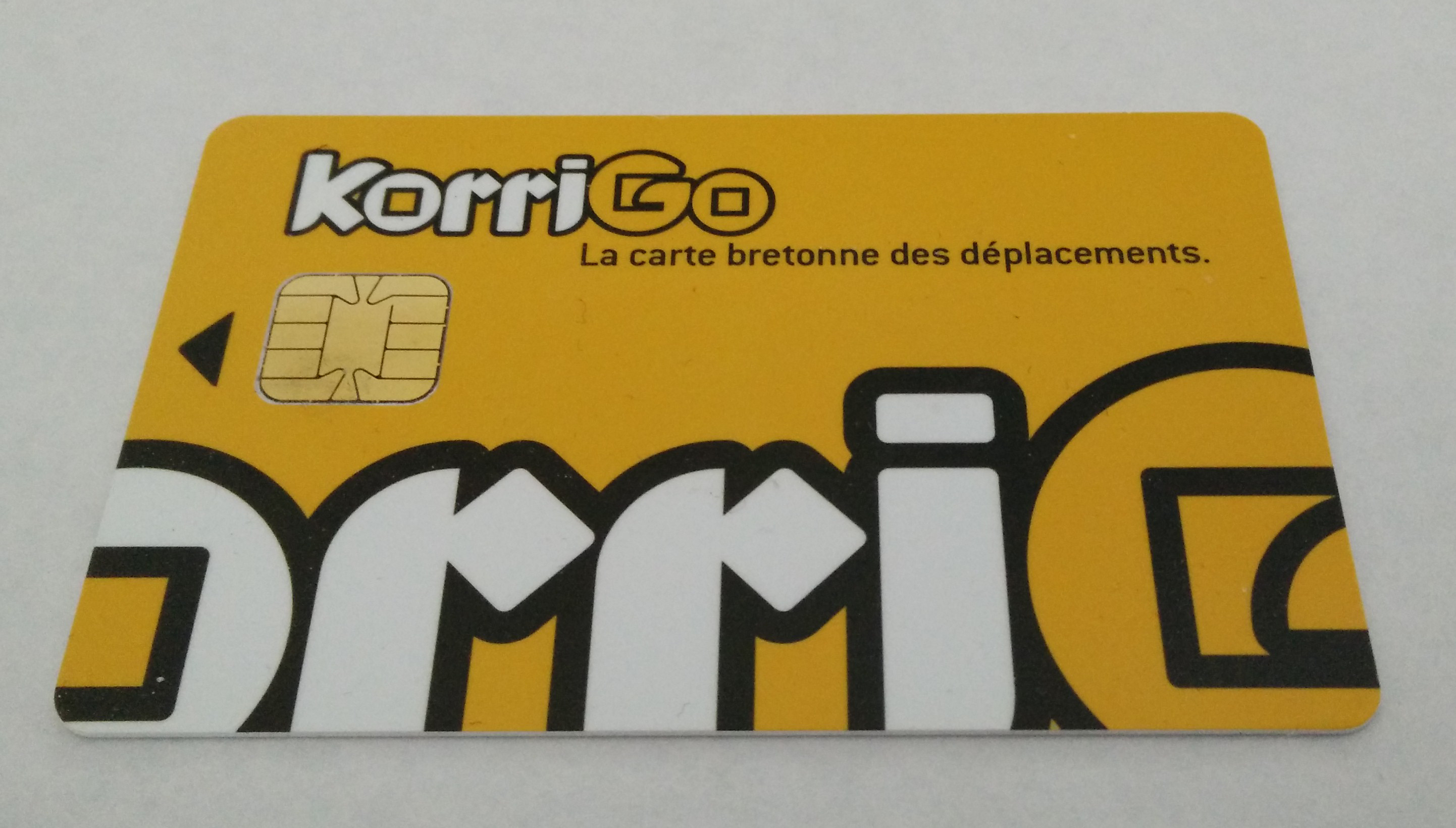
1re version de la carte KorriGo utilisée avant 2016.

La carte KorriGo est une carte à puce CD97 de la famille Calypso qui communique sans contact dans la gamme des radio-fréquences (RFID) (norme ISO 14443) ; il suffit de la passer à dix centimètres ou moins des bornes de lecture, même dans une poche ou un sac, pour valider un nouveau titre de transport.
Au-delà d'être une carte de la famille CALYPSO, la carte KorriGo répond à plusieurs normes et standards : INTERCODE, INTERTIC, INTERBOB, AMC (KorriGo Services), HopLink.
La billettique propose des tarifs différenciés, qu'on dira monomodaux (concernent un seul réseau de transport) ou multimodaux (sont valides sur plusieurs réseaux de transport), en particulier en fonction de :
- l'affluence (« heures de pointe ») ;
- la destination ;
- la fréquence des déplacements (abonnement classique) ;
- le profil (tarif "jeune", tarif "solidaire", tarif « famille nombreuse »).

D'autres utilisations de cartes billettiques sont possibles, en dehors du périmètre des transports. On peut citer l'accès à des services de la vie quotidienne : piscines, bibliothèques, cantines, services universitaires, déchetteries...

## Mise en service et développement des prestations

### Diffusion des formulaires de carte billettique KorriGo
Depuis le 1er mars 2006, la carte KorriGo est indispensable pour utiliser le métro ou les bus rennais, les bus et trams brestois, les bus malouins, quimpérois, lorientais, quimperlois, briochins, guingampais, fougerais, lamballais, si on est abonné (hebdo, mensuel ou annuel), les autres possibilités sont l'achat de ticket « à l'unité » ou par carnet de dix ainsi que le ticket journée. Les carnets de dix peuvent être chargés sur la carte KorriGo.
Depuis septembre 2007, la carte permet de voyager dans les cars du réseau BreizhGo en Ille-et-Vilaine (ancien réseau) Illenoo. Elle permet également de voyager sur le réseau TER breton.
Les cartes KorriGo sont des cartes personnalisées (nom, prénom et photo d'identité de son détenteur) dans les agences de transport. Elles peuvent parfois être commandées à distance, en complétant les formulaires de demande de carte KorriGo en ligne mis à disposition par les réseaux de transport.

#### Protection des données
En raison du caractère personnalisé des cartes, elles sont soumises à des règlementations de la CNIL en matière de confidentialité et protection des données, notamment le RGPD.

### Extension du réseau

#### À d'autres réseaux de transport et de mobilités
Les réseaux de transport utilisant la carte KorriGo sont les suivants :
| Réseau                              | Autorité organisatrice                   | Date de déploiement |
| ----------------------------------- | ---------------------------------------- | ------------------- |
| STAR                                | Rennes Métropole                         | 2006                |
| TER Bretagne                        | Région Bretagne                          | 2006 à 2012         |
| BreizhGo (lignes d'Ille-et-Vilaine) | Région Bretagne                          | 2007                |
| Bibus                               | Brest Métropole                          | 2012                |
| IZILO                               | Lorient Agglomération                    | 2012                |
| QUB                                 | Quimper Communauté                       | 2012                |
| BreizhGo (lignes des Côtes-d'Armor) | Région Bretagne                          | 2012                |
| TUB                                 | Saint-Brieuc Agglomération               | 2014                |
| MAT                                 | Saint-Malo Agglomération                 | 2018                |
| TBK                                 | Quimperlé Communauté                     | 2020                |
| Guingamp-Paimpol Mobilité           | Guingamp-Paimpol Agglomération           | 2020                |
| SURF                                | Fougères Agglomération                   | 2021                |
| Distribus                           | Lamballe Terre et Mer                    | 2021                |
| Kicéo                               | Golfe du Morbihan - Vannes Agglomération | 2024                |
| Coralie                             | Concarneau Cornouaille Agglomération     | 2025                |
| BreizhGo (lignes du Finistère)      | Région Bretagne                          | prévu pour 2025     |
| BreizhGo (lignes du Morbihan)       | Région Bretagne                          | prévu pour 2025     |
| Lignes maritimes BreizhGo           | Région Bretagne                          | prévu pour 2026     |

La carte KorriGo permet également d'accéder à des abris vélo, en gare ou dans certaines villes. Des parkings peuvent avoir un accès KorriGo. À Rennes, la solution d'autopartage Citiz est, elle aussi, disponible via la carte KorriGo.

#### À différents services publics
Lorsque la carte KorriGo est devenue « la carte bretonne des déplacements et des services », de plus en plus de services ont choisi d'utiliser cette carte, à l'instar du dispositif solidaire « Sortir ! » à Rennes, l'accès à des piscines, des bibliothèques et médiathèques, du périscolaire, des services universitaires, des déchetteries, des services lycéens, des programmes de fidélité chez quelques commerçants, etc.

## Autres systèmes français
- Carte Navigo, en région Île-de-France
- Carte Pastel, dans l'ancienne région administrative Midi-Pyrénées puis en région Occitanie
- Carte Pass Pass, dans l'ancienne région administrative Nord-Pas-de-Calais puis en région Hauts-de-France
- Zou!, en région Provence-Alpes-Côte d'Azur
- Carte JVmalin en région Centre-Val de Loire
- Carte Oùra en région Rhône-Alpes puis Auvergne-Rhône-Alpes